# Bedtime Stories
Bedtime Stories – szósty studyjny album Madonny.
Madonna określiła pracę nad tym albumem jako prawdziwy test mojego zdrowia psychicznego, co było reakcją na sytuację związaną z promocją jej poprzednich dokonań towarzyszących wydaniu krążka Erotica.
Album można spotkać z dwiema wersjami okładki – obróconymi względem siebie o 180 stopni. Okładka "do góry nogami" jest w rzeczywistości poprawną wersją zdjęcia – leżącej Madonny, sfotografowanej od strony wezgłowia łóżka. W niektórych wydaniach zdjęcie zostało obrócone, by wyglądało bardziej "naturalnie".
Na całym świecie album sprzedano w nakładzie ok 8 mln egzemplarzy. W listopadzie 2005 roku płyta została certyfikowana w USA jako 3-krotna platyna, za sprzedaż 3 mln kopii nakładu.

## Lista utworów
| #   | Tytuł | =Czas |
| --- | --- | ----- |
| 1.  | „Survival” Autor: Madonna Ciccone, Dallas Austin Producent: Nellee Hooper, Madonna                                                    | 3:31  |
| 2.  | „Secret” Autor: Madonna Ciccone, Dallas Austin, Shep Pettibone Producent: Madonna, Dallas Austin                                      | 5:04  |
| 3.  | „I'd Rather Be Your Lover” Autor: Madonna Ciccone, Dave Hall, The Isley Brothers Producent: Madonna, Dave „Jam” Hall                  | 4:39  |
| 4.  | „Don't Stop” Autor: Madonna Ciccone, Dallas Austin, Colin Wolfe Producent: Madonna, Dallas Austin, Daniel Abraham                     | 4:38  |
| 5.  | „Inside of Me” Autor: Madonna Ciccone, Dave Hall, Nellee Hooper Producent: Nellee Hooper, Madonna                                     | 4:11  |
| 6.  | „Human Nature” Autor: Madonna Ciccone, Dave Hall, Shawn McKenzie, Kevin McKenzie, Michael Deering Producent: Madonna, Dave „Jam” Hall | 4:53  |
| 7.  | „Forbidden Love” Autor: Kenneth Edmonds, Madonna Ciccone Producent: Nellee Hooper, Madonna                                            | 4:09  |
| 8.  | „Love Tried to Welcome Me” Autor: Madonna Ciccone, Dave Hall Producent: Madonna, Dave „Jam” Hall                                      | 5:21  |
| 9.  | „Sanctuary” Autor: Madonna Ciccone, Dallas Austin, Anne Preven, Scott Cutler, Herbie Hancock Producent: Madonna, Dallas Austin        | 5:03  |
| 10. | „Bedtime Story” Autor: Björk Guðmundsdóttir, Nellee Hooper, Marius de Vries Producent: Nellee Hooper, Madonna                         | 4:52  |
| 11. | „Take a Bow” Autor: Kenneth Edmonds, Madonna Ciccone Producent: Babyface, Madonna                                                     | 5:21  |

## Twórcy
- Madonna – wokal
- Dallas Austin – perkusja, keyboard
- Babyface – synezator, wokal wspierający
- Donna De Lory – wokal wspierający
- Niki Haris – wokal wspierający
- Tommy Martin – gitara
- Me'Shell NdegéOcello – bas
- Colin Wolfe – bas

## Certyfikaty i sprzedaż
| Kraj              | Certyfikat          | Sprzedaż  |
| ----------------- | ------------------- | --------- |
| Australia         | 2 x platynowa płyta | 140 000   |
| Austria           | złota płyta         | 25 000    |
| Brazylia          | platynowa płyta     | 250 000   |
| Finlandia         | -                   | 30 000    |
| Francja           | 2 x złota płyta     | 300 000   |
| Hiszpania         | platynowa płyta     | 120 000   |
| Japonia           | platynowa płyta     | 295 000   |
| Kanada            | 2 x platynowa płyta | 200 000   |
| Meksyk            | -                   | 100 000   |
| Niemcy            | platynowa płyta     | 500 000   |
| Nowa Zelandia     | platynowa płyta     | 15 000    |
| Polska            | platynowa płyta     | 105 000   |
| Singapur          | 3 x platynowa płyta | 45 000    |
| Stany Zjednoczone | 3 x platynowa płyta | 3 000 000 |
| Szwajcaria        | złota płyta         | 25 000    |
| Wielka Brytania   | 2 x platynowa płyta | 600 000   |
| Włochy            | 2 x platynowa płyta | 200,000   |

## Single
| #  | Tytuł         | Data wydania  | [ 4 ]             | Unia Europejska | [ 5 ] | Polska |
| -- | ------------- | ------------- | ----------------- | --------------- | ----- | ------ |
| 1. | Secret        | wrzesień 1994 | # 3               | # ?             | # 5   | —      |
| 2. | Take a Bow    | grudzień 1994 | # 1 (7 tygodni)   | # ?             | # 16  | —      |
| 3. | Bedtime Story | kwiecień 1995 | # 42              | # ?             | # 4   | —      |
| 4. | Human Nature  | czerwiec 1995 | # 46 (3 tygodnie) | # ?             | # 8   | —      |